# あの
あの（9月4日 - ）は、日本のシンガーソングライター、タレント、女優、モデル、元アイドル。アイドルグループゆるめるモ!の元メンバー（メンバーカラーは水色）。2020年からはano名義でソロアーティストとして活動。愛称は、あのちゃん。所属事務所およびレーベルはTOY'S FACTORY。

## 来歴

### デビューに至るまで
学生時代は周囲とうまく馴染めずいじめもあり、中学校を保健室登校で過ごし、高校は入学直後に中退し、その後引きこもり生活を送っていた。学校以外の居場所を求め、スーパーマーケットのアルバイトをしていたこともあるが、レジ打ちは得意であったものの接客は苦手で、それを機に客と喧嘩になり、しばらくして辞めた。
アイドルには興味がなくミュージシャンになるつもりもなかったが、親に食事を部屋の前まで運んでもらい、天井を見つめるだけの引きこもり生活に焦りを感じ、Twitterのリツイートでゆるめるモ!メンバーの募集を見かけ、音楽が好きな人お笑いが好きな人と要項に記載されており、雰囲気がゆるそうで楽器の演奏もできそうだったことなどから、応募に踏み切ったと語っている。応募後は面接に躊躇してプロデューサーからのメールをしばらく無視していたが、ライブに一度来てくれるだけでもいいなどと繰り返し誘われたことから、思い切ってライブ会場に足を運ぶことになった。そこで見たライブが未完成なものであったこと、自分が求められる経験が初めてであったこと、他に今後やることがなかったことなどを理由に、なりゆきで加入することとなった。歌唱オーディション等には参加せず、この時のプロデューサーとの顔合わせのみで合格が決定した。

### アイドルとして
2013年9月に、ゆるめるモ!に第3期生として加入し、2019年3月に1st写真集『ANOther』を発売。そして同年7月、ファッションブランドHATRAとのコラボ商品も発売。同年9月30日、ゆるめるモ!を脱退した。
2024年11月配信、12月に劇場公開のドラマ『【推しの子】』のMEMちょ役として出演し、ルビー役の齊藤なぎさ、有馬かな役の原菜乃華と共に、9月から劇中アイドルグループ「B小町」のオリジナルの楽曲やミュージックビデオが発表された。

### アーティストとして
2020年9月4日、"ano"名義で音楽活動を開始。1stデジタルシングル「デリート」をリリース。同年10月、テレビ朝日で初の冠番組『あのちゃんねる』がスタート（2021年9月地上波放送は終了しYouTubeにて更新継続）。
2021年4月、動画配信プラットフォーム「OPENREC.tv」にて、サブスクチャンネル「あのちゃんち」を配信開始した（2022年4月をもって配信終了）。同年8月、中山卓哉（ギター）、キッチン前田（ベース）、畝鋏怜汰（ドラムス）とともに、バンド・I'sを結成。ボーカルとギターを担当する。
2022年4月8日、トイズファクトリーからメジャーデビュー1stデジタルシングル「AIDA」をリリース。
2023年4月5日、生ワイド番組『あののオールナイトニッポン０』放送開始。同月21日、『あのちゃんの電電電波』放送開始。同年12月13日、初のCD作品となる1stアルバム『猫猫吐吐』をリリース。同月31日、『第74回NHK紅白歌合戦』に初出場。「ちゅ、多様性。」を歌唱した。
2024年1月1日、事前告知無しでデジタルシングル『YOU＆愛Heaven』をサプライズリリース。「YOU&愛Heaven」はano自身が作詞・作曲を手がけた作品であり、昨年8月にanoのX公式アカウントで弾き語り動画が公開されていた楽曲。同年2月9日、自身の個人YouTubeチャンネル「あのちゅーる」を開設。
2024年2月14日、オリコン週間ストリーミングランキングにて「ちゅ、多様性。」が自身初の1億回再生を突破した。
2024年10月31日、『日経トレンディ』による「今年の顔」にSnow Manの目黒蓮とともに選出される。
2025年1月14日、この日に行われたワンマンライブ『スーパーニャンオェちゃん発表会』のアンコールにて、同年9月3日に初の東京・日本武道館公演を開催することを発表した。
2025年2月14日、デジタルシングル『この世界に二人だけ』をリリース。また、同年夏に2ndアルバムのリリースが決定した。
2025年3月14日、2ndアルバム『BONE BORN BOMB』（ボンボンボン）が同年6月4日にリリースされることが発表された。

## 人物
本名と生年、年齢は非公開で、一人称は「ぼく」。学校の先生を務める兄がいる。
ファッションセンスに定評がある。ゆるめるモ!時代、SNSのフォロワーが一際多く、ネット界のカリスマ的アイドルとして既に高い注目を集めており、あのの独特なファッションや髪型などを模倣する通称「あのちゃんギャル（あのギャル、あのギャ）」と呼ばれる地下アイドルや女性ファンが多出し、サブカル界隈でブームとなったことがある。
また、あののファッションが起源となって「水色界隈」と呼ばれる新しいファッションジャンルまで確立されている。
普段のマイペースなキャラクターから、ステージに立つと一変し、客席にダイブ、ダイブした状態で客の上を歩きながら歌う、シャウト、デスボイスなど激しいパフォーマンスを行うスタイルで「異色のアイドル」や「悪魔のアイドル」として話題を呼んだ。
2022年5月26日、バイクで転倒して顔の骨2か所を骨折したことを明らかにした。また同年10月10日深夜、階段で転倒して、右手指骨骨折と診断され、頭部を7針縫う怪我を負った。
2024年8月16日、自身のYouTubeチャンネルで体重測定の様子を撮影した動画を公開し、結果は身長166センチメートル・体重44.4キログラムであった。

### 趣味・嗜好
好きな食べ物は汁、エビ、お菓子。かなりの偏食家であり、2023年6月8日放送の日本テレビ系『ぐるぐるナインティナイン2時間SP』では、自身の「偏食図鑑」を公開し、苦手な食べ物として親子丼、ゆでたまご、バナナ、そば、牛丼、カレー、オムライスなどを挙げ、メロンは「マズイです」と語った。他にも、米、肉類、魚類も食べられないと語る。
猛暑の夏でも家ではクーラーをつけず、扇風機を回し氷を食べて過ごすという。
サッカー日本代表の本田圭佑選手の大ファンであることを公言しており、いつか共演したいと思っている。かつて自分の公式SNSで本田選手のアカウントだけを唯一フォローしていたことがあった、また自宅には本田選手のACミラン時代や日本代表の歴代レプリカユニフォームなども複数枚所有している。
人の歯を見ることが趣味で、特に歯並びの悪い人が好き。お気に入りは井口浩之（ウエストランド）の歯。
女優の本田翼と仲が良い。

### エピソード
『日本シン人種図鑑』（テレビ東京）では、スタッフがあのに座右の銘を尋ねると、「明日死ぬなら今死ぬ、です」と即答した。理由について、「明日死ぬって言われた時、じゃあ今死ぬよって言えるぐらい今を生きましょうと思って」と述べた。
ゆるめるモ!時代の2016年には、『ほぼほぼ』収録中の山里亮太からアイアンマンヘビーメタル級王座を奪っている。
2023年3月15日放送の『あちこちオードリー』（テレビ東京）内で、いじめに反撃した過去を告白した。自身の斜め前の席の男子も次第にいじめられるようになり、こちらはカッターナイフで攻撃されるなど過激化していったという。ある時「がまんの限界」が来たあのは、男子を攻撃していたいじめ側の腕をつかみ「それやめないと、おまえの席がなくなるからな!」と一喝した。この一言が効いて、いじめは沈静化したという。
2023年6月8日放送の『ぐるぐるナインティナイン』SPで泉ピン子と共演した際に、彼女とタメ口で話していたシーンを全てカットされたことを『おかべろ』内で語った。因みに、岡村隆史（ナインティナイン）は「ピリピリしていた」と言っていたが、泉本人は全く怒っていなかったという。
2023年、2024年、2025年とプロ野球始球式を経験。2025年7月12日のDeNA-巨人戦に際しては、ティモンディの高岸宏行の指導のもと特訓をして本番に臨み、ストライク投球をなしとげた。
2024年2月13日放送の『あのちゃんの電電電波♪』の企画でロックバンド・PaleduskのWikipediaのページを編集したが、投稿ブロックとなった。

## 受賞歴
| 年     | ノミネート対象     | 賞                                            | 結果       |
| ------ | ------------------ | --------------------------------------------- | ---------- |
| 2023年 | 「ちゅ、多様性。」 | TikTok上半期トレンド大賞2023 ミュージック部門 | ノミネート |
| 2023年 | 「ちゅ、多様性。」 | 日本レコード大賞2023特別賞                    | 特別賞     |

## ディスコグラフィ

### CDシングル
TOY'S FACTORY（メジャー）
|     | 発売日 | 発売日  | タイトル                      | 規格品番                                    | 収録アルバム   | オリコン |
| 年  | 月日   |         | タイトル                      | 規格品番                                    | 収録アルバム   | オリコン |
| --- | ------ | ------- | ----------------------------- | ------------------------------------------- | -------------- | -------- |
| 1st | 2024年 | 3月20日 | 絶絶絶絶対聖域 feat. 幾田りら | TFCC-89773                                  | BONE BORN BOMB | 13位     |
| 2nd | 2024年 | 8月21日 | 愛してる、なんてね。          | TFCC-89778/9（初回盤） TFCC-89780（通常盤） | BONE BORN BOMB | 18位     |
| 3rd | 2024年 | 10月9日 | 許婚っきゅん                  | TFCC-89786/7（初回盤） TFCC-89788（通常盤） | BONE BORN BOMB | 17位     |

### 配信限定シングル
ano
|     | 配信日 | 配信日   | タイトル          | 収録アルバム |
| 年  | 月日   |          | タイトル          | 収録アルバム |
| --- | ------ | -------- | ----------------- | ------------ |
| 1st | 2020年 | 9月4日   | デリート          | 猫猫吐吐     |
| 2nd | 2020年 | 12月16日 | Peek a boo        | 猫猫吐吐     |
| 3rd | 2021年 | 2月12日  | SWEETSIDE SUICIDE | 猫猫吐吐     |
| 4th | 2021年 | 8月4日   | F Wonderful World | 猫猫吐吐     |
| 5th | 2021年 | 9月15日  | アパシー          | 猫猫吐吐     |
| 6th | 2021年 | 10月20日 | 絶対小悪魔コーデ  | 猫猫吐吐     |

TOY'S FACTORY（メジャー）
|     | 配信日 | 配信日   | タイトル                 | 収録アルバム   |
| 年  | 月日   |          | タイトル                 | 収録アルバム   |
| --- | ------ | -------- | ------------------------ | -------------- |
| 1st | 2022年 | 4月8日   | AIDA                     | 猫猫吐吐       |
| 2nd | 2022年 | 10月12日 | 普変                     | 猫猫吐吐       |
| 3rd | 2022年 | 11月23日 | ちゅ、多様性。           | 猫猫吐吐       |
| 4th | 2022年 | 12月21日 | ンーィテンブセ           | 猫猫吐吐       |
| 5th | 2023年 | 6月21日  | スマイルあげない         | 猫猫吐吐       |
| 6th | 2023年 | 10月18日 | 涙くん、今日もおはようっ | 猫猫吐吐       |
| 7th | 2024年 | 1月1日   | YOU&愛Heaven             | BONE BORN BOMB |
| 8th | 2025年 | 2月14日  | この世界に二人だけ       | BONE BORN BOMB |
| 9th | 2025年 | 4月18日  | ロりロっきゅんロぼ♡      | BONE BORN BOMB |

### アルバム
TOY'S FACTORY（メジャー）
|     | 発売日 | 発売日   | タイトル       | 規格                              | 規格       | 規格品番      | オリコン |
| 年  | 月日   |          | タイトル       | 規格                              | 規格       | 規格品番      | オリコン |
| --- | ------ | -------- | -------------- | --------------------------------- | ---------- | ------------- | -------- |
| 1st | 2023年 | 12月13日 | 猫猫吐吐       | 2CD + Blu-ray + PHOTO BOOK        | 初回限定盤 | TFCC-81059/60 | 9位      |
| 1st | 2023年 | 12月13日 | 猫猫吐吐       | 2CD                               | 通常盤     | TFCC-81056/58 | 9位      |
| 2nd | 2025年 | 6月4日   | BONE BORN BOMB | CD + Blu-ray + PHOTO BOOK + Goods | 初回限定盤 | TFCC-81144/45 | 6位      |
| 2nd | 2025年 | 6月4日   | BONE BORN BOMB | CD + Blu-ray                      | 初回限定盤 | TFCC-81146/47 | 6位      |
| 2nd | 2025年 | 6月4日   | BONE BORN BOMB | CD                                | 通常盤     | TFCC-81148    | 6位      |

### アナログ盤
TOY'S FACTORY（メジャー）
|     | 発売日 | 発売日  | タイトル            | 規格品番     |
| 年  | 月日   |         | タイトル            | 規格品番     |
| --- | ------ | ------- | ------------------- | ------------ |
| 1st | 2024年 | 4月20日 | 猫猫吐吐            | TFJC-38130/1 |
| 2nd | 2024年 | 4月20日 | From THE FIRST TAKE | TFJC-38132   |

### 未発表曲
- ANOtherWORLD
- たまご味のエビ
- 紳士服の○○○
- ミドリノイケ田イッポウ
- あ、無の無は

### 参加楽曲
- LLLL「ふと全て夢と知った feat.あの from ゆるめるモ!」（2015年）
- 禁断の多数決「Kiss feat.あの（ゆるめるモ!）」（2015年）[51]
- 大森靖子「勹″ッと<るSUMMER」（2016年）[52]
- TOWA TEI「REM」（2017年）[53]
- AAAMYYY「あの笑み feat.ano」（2022年）
- 神聖かまってちゃん「僕は頑張るよっ feat. ano」（2023年、『聖なる交差点』収録）
- 幾田りら feat. ano「青春謳歌」（2024年）
- マキシマム ザ ホルモン「チューチュー ラブリー ムニムニ ムラムラ プリンプリン ボロン ヌルル レロレロ feat. ano」（2024年、『キ・セ・イ・ラッシュ』収録）
- クリープハイプ「社会の窓」（2024年、『もしも生まれ変わったならそっとこんな声になって』収録）
- ano × 幾田りら「SHINSEKAIより」（2024年）
- B小町（2024年） - 実写版『【推しの子】』劇中ユニット（齊藤なぎさ、原菜乃華、あの）
  - 「我ら完全無敵のアイドル!!!」
  - 「トワイライト」
  - 「SHINING SONG」
  - 「サインはB（ドラマver.）」

### タイアップ
| 起用年 | 楽曲                          | タイアップ                                                                                      |
| ------ | ----------------------------- | ----------------------------------------------------------------------------------------------- |
| 2021年 | イート・スリープ・エスケープ  | スマートフォン向けアクションRPG『ドラガリアロスト』イベント「サバイブ・アイランド」テーマソング |
| 2022年 | AIDA                          | Netflix独占配信アニメ『TIGER & BUNNY2』エンディングテーマ                                       |
| 2022年 | プレイヤー                    | PlayStation®TVCM『僕らはプレイヤー』CMソング                                                    |
| 2022年 | ちゅ、多様性。                | テレビアニメ『チェンソーマン』第7話エンディングテーマ                                           |
| 2022年 | ンーィテンブセ                | 映画『メイヘムガールズ』主題歌                                                                  |
| 2023年 | 普変                          | Webショートアニメ『KUROMI'S PRETTY JOURNEY』エンディングテーマ                                  |
| 2023年 | スマイルあげない              | ファーストフードチェーン『マクドナルド』タイアップソング                                        |
| 2023年 | 鯨の骨                        | 映画『鯨の骨』主題歌                                                                            |
| 2023年 | 涙くん、今日もおはようっ      | バンダイ『Tamagotchi Uni』テレビCMソング                                                        |
| 2024年 | 絶絶絶絶対聖域 feat. 幾田りら | アニメ映画『デッドデッドデーモンズデデデデデストラクション（前章）』主題歌                      |
| 2024年 | 絶絶絶絶対聖域 feat. 幾田りら | 配信アニメ『デッドデッドデーモンズデデデデデストラクション』アニメシリーズエンディングテーマ    |
| 2024年 | 許婚っきゅん                  | テレビアニメ『らんま1/2』オープニングテーマ                                                     |
| 2024年 | swim in 睡眠Tokyo             | 明治グミ「ブーストバイツ」WebCMソング                                                           |
| 2025年 | ロりロっきゅんロぼ♡           | アニメ映画『僕とロボコ』主題歌                                                                  |
| 2025年 | Bubble Me Face                | テレビ朝日系バラエティ番組『あのちゃんねる』テーマソング                                        |
| 2025年 | ハッピーラッキーチャッピー    | 配信アニメ『タコピーの原罪』オープニングテーマ                                                  |

## 出演

### レギュラー番組

#### 現在
- あのちゃんの電電電波♪（2023年4月20日 - 、テレビ東京）
- あのちゃんねる（2020年10月6日 - 2021年9月28日、2024年10月1日 - 、テレビ朝日）[注 2]

#### 過去
- 日本シン人種図鑑（2022年4月21日 - 2023年3月29日、テレビ東京） - MC
- ウマウマ! 〜アノミズキのビギナー育成TV〜（2023年10月8日 - 2024年12月22日、フジテレビ） - メーンキャラクター[68]
- あのちゃんのささやかな気持ちですが…（2023年11月27日 - 2024年1月29日、フジテレビ）[69]

### バラエティ番組
- ゴッドタン（2016年3月27日（26日深夜）、テレビ東京） - 「このアイドル知ってんのか!? 2016」[70]
- ほぼほぼ~真夜中のツギクルモノ探し~（2016年4月 -　、テレビ東京） - 不定期
- 深夜に発見! 新shock感 〜一度おためしください〜（2017年5月6日 - 、テレビ東京） - 不定期
- あるある発見バラエティ　新shock感 それな!って言わせて（2020年4月4日 - 2021年3月27日、テレビ東京） - 不定期
- 呼び出し先生タナカ（2022年6月12日 - 、フジテレビ） - 不定期出演
- 全力!脱力タイムズ（2022年3月11日 - 、フジテレビ）-「THE 美食遺産」「日本技術遺産」ナビゲーター

### テレビドラマ
- 咲-Saki-（2016年12月5日 - 26日、毎日放送） - 東横桃子 役
- 怪獣倶楽部〜空想特撮青春記〜（2017年6月5日 - 26日、毎日放送） - 喫茶店ウェイトレス 役
- マジで航海してます。〜Second Season〜（2018年7月30日 - 9月3日、毎日放送） - 七原珠子 役[71]
- ゆうべはお楽しみでしたね（2019年1月7日 - 2月11日、毎日放送） - れいな 役[72]
- ガチ恋粘着獣 第4話 - 第5話（2023年5月1日 - 8日、朝日放送テレビ・テレビ朝日） - にゃにゃちゃん 役[73]
- 世にも奇妙な物語’23 夏の特別編（2023年6月17日、フジテレビ） - 通行人 役
- トリリオンゲーム 第3話（2023年7月28日、TBS） - キャバ嬢 役[74]
- ギークス〜警察署の変人たち〜（2024年7月4日 - 9月19日、フジテレビ） - 河井リリカ 役[75][76]
- 民王R（2024年10月22日 - 12月10日、テレビ朝日） - 冴島優佳 役[77]
- 誰も知らない明石家さんま「芸人がアイドルに勝った日〜タブーを破った禁断の一日」（2024年12月1日、日本テレビ）[78]
- トーキョーカモフラージュアワー 第4話（2025年2月10日、朝日放送テレビ） - 初デートで殺意を抱く女 役[79]
- 海老だって鯛が釣りたい 第2話（2025年7月10日、中京テレビ・日本テレビ） - 小エビ 役（声の出演）[80]

### 映画
- BELLRING少女ハートの6次元ギャラクシー（2014年5月17日） - ゆるめるモ!としてゲスト出演
- 世界の終わりのいずこねこ（2015年3月7日） - クラスメイト役
- 女の子よ死体と踊れ（2015年10月31日） - 主演・あの役（ゆるめるモ!全員で主演）
- 咲-Saki-（2017年2月3日） - 東横桃子 役
- シェアハウス（2017年2月15日）- ショートムービー[81]
- 血まみれスケバンチェーンソーRED（2019年2月22日） - 碧井ネロ 役[82]
- 劇場版 ファイナルファンタジーXIV 光のお父さん（2019年6月21日）
- サイレント・トーキョー（2020年12月4日）
- Adam by Eve: A Live in Animation（2022年3月15日）
- 鯨の骨（2023年10月13日） - 主演・明日香 役（落合モトキとダブル主演）[83]
- 赤羽骨子のボディガード（2024年8月2日） - 霧宮茶虎 役[84]
- 【推しの子】-The Final Act-（2024年12月20日） - MEMちょ 役[85][86]

### 劇場アニメ
- デッドデッドデーモンズデデデデデストラクション（2024年3月22日、前章 / 5月24日、後章）- 主演・中川凰蘭 役[87][88]（幾田りらとダブル主演）

### ウェブドラマ
- 【推しの子】（2024年11月28日 - 12月5日、Amazon Prime Video） - MEMちょ 役[89][85][86]
- 笑ゥせぇるすまん #3「ソックリさん」（2025年7月18日、Amazon Prime Video） - 造田花 役[90][91]

### ミュージックビデオ
- 撃鉄
  - 「ろっぽんぎ」（2014）[動画 6]
- PAGE
  - 「ノンフィクション・ガールは窓の向こう」（2014）[動画 7]
- グッバイフジヤマ
  - 「はっぴいえんど」（2015年）[92]
  - 「ぼーいふれんど」・「ダーリン！」（2017年）[93]
- LLLL「All I See」（2015年）[94]
- 夏代孝明
  - 「クロノグラフ」（2016）[動画 8]
  - 「ケイデンス」（2017）[動画 9]

### NHK紅白歌合戦出場歴
| 年度   | 放送回 | 回 | 曲目           | 備考                     |
| ------ | ------ | -- | -------------- | ------------------------ |
| 2023年 | 第74回 | 初 | ちゅ、多様性。 | 紅組出場歌手として初出場 |

### ネット配信
- 3MC1Porsche（2016年1月11日 - 3月10日、lute / ルーテ）
- ネットで噂のヤバイニュース超真相（2019年10月11日 - 2020年2月28日、Amazonプライムビデオ[96]）
- 読むクリープハイプ（2022年4月25日、クリープハイプ公式YouTube） - 「二十九、三十」を朗読。
- あのと粗品の電電電話（2023年10月3日 - 、Spotify） - 粗品と共演するテレビ東京『あのちゃんの電電電波♪』発のポッドキャスト配信[97][98]。

### CM
- エースコック「スーパーカップMAX」転校生「笑福亭鶴瓶」編、ウェブコマーシャル100の衝撃編（2018年）
- マンガUP!（2019年）
- TVerフェス! WINTER（2021年12月,2022年12月） - CMソング、ナレーション[99][100]
- セブン銀行「あのちゃん×COWCOW「ATM（あたりまえ）体操」」（2022年）[101]
- 武田塾 - イメージキャラクター（2022年 - ）
- ライフカード（2023年2月1日 - ）[102]
- KDDI「au三太郎シリーズ」（2023年2月24日 - ） - あまのじゃ子 役[103]
- ブルボン「プチアンドプチポテトシリーズ」（2023年）[104]
- 日本マクドナルド（2023年6月28日）
- ブックオフ（2023年8月5日 - ）[105][106]
- プレシードジャパン AVIOTノイズキャンセリングイヤホン「TE-Q3」（2023年9月20日 - ）
- 日清ヨーク「十勝のむヨーグルト」（2023年10月9日 - ）
- たまごっちUni（2023年10月15日 - ）
- P&G「金のファブリーズ」（2024年3月6日 - ）[107]
- 日本マクドナルド「アジアンスイーツ」（2024年6月4日 - ）[108]
- アマノ（2024年6月11日 - ）[109]
- ベルトラ（2024年7月1日 - ）[110]
- 明治「ブーストバイツ」（2024年10月16日 - ）[111]
- 東洋水産「マルちゃん赤いきつねと緑のたぬき」（2024年12月2日 - ）武田鉄矢と共演
- アサヒ飲料「十六茶」（2025年2月4日 - ） - CM使用曲「ワイワイワールド」の替え歌を歌唱（出演はなし）[112]
- 日本コカ・コーラ「コカ・コーラ」（2025年4月28日 - ）[113]
- ミツカン「いいこと酢」（2025年4月 -　）
- 永賢組「NAGAKEN EXTREME FUND」（2025年6月18日 - ）[114]
- ACジャパン「日本骨髄バンク」（2025年7月1日 - ）

### ラジオ
- あののオールナイトニッポン0(ZERO)（2022年1月5日、5月21日、12月10日、2023年4月5日 - 、ニッポン放送）[115][116][117]
- Spotifyオリジナルポッドキャスト『三時のあの月が好き』#1 - #12（2022年8月29日 - 9月2日、Spotify）
- ミュージックライン（2022年4月20日、NHK-FM）[118]
- 笑福亭鶴瓶 日曜日のそれ 特別企画：ニッポン放送開局70周年記念ラジオドラマ『ラクゴドラマ 文七元結』（2024年9月1日、ニッポン放送） - お久 役
- アーティスト・プロデュース・スーパー・エディション（2025年6月、JFNC）

### イベント
- プロ野球始球式
  - 「北海道日本ハムファイターズ」vs「埼玉西武ライオンズ」（パシフィック・リーグ、於：エスコンフィールドHOKKAIDO）
    - 2023年8月8日[43]

  - 「横浜DeNAベイスターズ」vs「読売ジャイアンツ」（セントラル・リーグ、於：横浜スタジアム）
    - 2024年7月27日[44]
    - 2025年7月12日[45]

### 音楽特番
- 第74回NHK紅白歌合戦（2023年12月31日、NHK総合・NHKワールド・プレミアム）
- テレビ東京開局60周年特別企画 テレ東ミュージックフェス2024夏 -昭和の常識は・・・令和の非常識！ヤバい昭和の超名曲 vs 令和ヒット曲100連発- (2024年6月26日、テレビ東京) - MC[119]

### ゲーム
- コナミデジタルエンタテインメント「プロ野球スピリッツ2024-2025」myBALLPARK マネージャー役（2024年）[120]

## 書籍

### 写真集
- あの ファースト写真集 ANOther（2019年3月6日、集英社） ISBN 978-4087808629
- あの「あの在処」（2024年9月4日、小学館） ISBN 978-4096824689

### 雑誌特集
- IDOL AND READ 002（2014年11月26日、シンコーミュージック・エンタテイメント） ISBN 978-4401771301
- Zipper（2015年Autumn号 - 2017年Autumn号、祥伝社）- モデル
- IDOL AND READ 007（2016年7月6日、シンコーミュージック・エンタテイメント） ISBN 978-4401771455
- グラビアザテレビジョン（2021年8月31日 - ） -「Anoter World」にて連載開始

### 関連書籍
- MIYANISHIYAMA PHOTO BOOK 100万回のかわいい!!!（2019年12月9日、玄光社、著者：MIYANISHIYAMA） ISBN 978-4768312681